# ألبرت لاكومب
ألبرت لاكومب هو كاهن كاثوليكي كندي، ولد في 28 فبراير 1827 في كندا، وتوفي في 12 ديسمبر 1916 في كالغاري في كندا.